# Centre national de prévention et de protection
Le Centre national de prévention et de protection ou CNPP est une association française loi de 1901 créée en 1956 et reconnue d’utilité publique en 1961,.

## Structure
La structure associative regroupe des activités d’intérêt général ainsi que des fonctions supports.
La majorité des membres de l’association sont des entreprises d’assurances, adhérentes de la Fédération française des sociétés d'assurances (FFSA) et du Groupement des entreprises mutuelles d'assurance (GEMA).
Le conseil d’administration comprend : 
- des organisations professionnelles de l’assurance : FFSA et GEMA précitées, et la chambre syndicale des courtiers d'assurances (CSCA);
- des fédérations et syndicats professionnels de sécurité : la fédération française des métiers de l'incendie (FFMI), Défense conseil international (ex COFRAS), le groupement professionnel des métiers de la sécurité électronique (GPMSE), l'IGNES et l'union nationale des industries de la quincaillerie (UNIQ) ;
- des organismes représentant les entreprises et associations de sécurité et de maîtrise de risque telles que l'AGREPI, l'association de management des risques et des assurances de l’entreprise (AMRAE) et
- les pouvoirs publics, au travers de la direction générale de la Sécurité civile et de la gestion des crises (DGSCGC).

## Pôle d'essais
Un pôle de 240 hectares, installé à Saint-Marcel (Eure) depuis 1988, abrite des laboratoires et équipements d’essais.

## CNPP Entreprise
La filiale CNPP Entreprise, créée en 1988, maintenant les activités commerciales de prestations de services pour les entreprises et collectivités.